# 普博
普博（法語：Poubeau，法語發音：[pubo]）是法国上加龙省的一个市镇，属于圣戈当区。

## 地理
普博（42°48'47"N, 0°29'51"E）面积4.21 平方千米，位于法国奧克西塔尼大區上加龙省，该省份为法国西南部内陆省份，西南端与西班牙接壤，自此顺时针与上比利牛斯省、热尔省、塔恩-加龙省、塔恩省、奥德省和阿列日省接壤。
与普博接壤的市镇（或旧市镇、城区）包括：锡雷斯、韦伊堡、卡泰尔维耶勒、加兰、瑞尔维耶勒、波尔泰德吕雄。

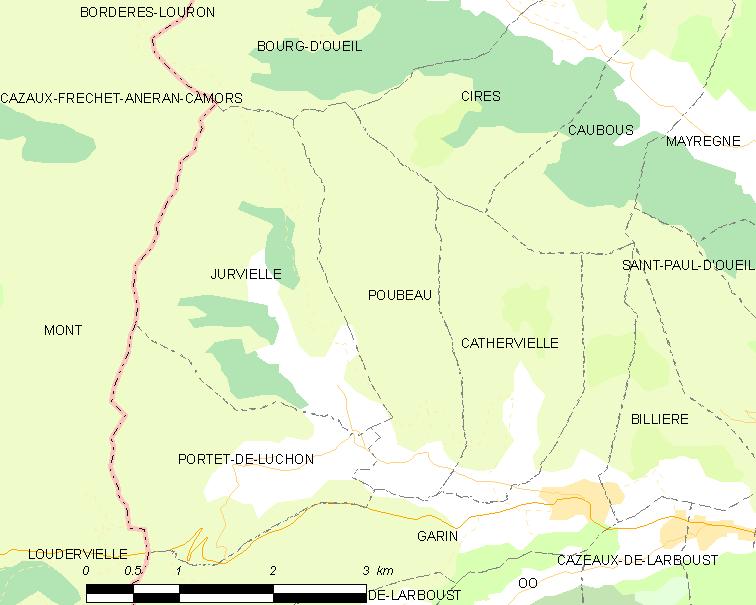
普博的OSM定位图

普博的时区为UTC+01:00、UTC+02:00（夏令时）。

## 行政
普博的邮政编码为31110，INSEE市镇编码为31434。

## 政治
普博所属的省级选区为巴涅尔德吕雄县。

## 人口

1962-2008年间普博人口变化图示

普博于2022年1月1日时的人口数量为79人。